# 6 Horas de Fuji 2012
Las 6 Horas de Fuji 2012 fue un evento de carreras deportivas de resistencia celebrado en el Fuji Speedway, Oyama, Japón los días 12 al 14 de octubre de 2012, y sirvió como la séptima carrera del Campeonato Mundial de Resistencia 2012. Alexander Wurz, Nicolas Lapierre y Kazuki Nakajima de Toyota ganaron la carrera a bordo del Toyota TS030 Hybrid No.7.

## Clasificación
Toyota consiguió su segunda pole position de la temporada frente a la multitud en el circuito también propiedad de la empresa. Kazuki Nakajima estableció un tiempo de vuelta de 1:27.499 en el Toyota TS030 Hybrid, casi dos décimas de segundo por delante del Audi de Marcel Fässler. Neel Jani le dio a Rebellion Racing el primer lugar entre los pilotos privados de LMP1 para poner otro motor de Toyota en la segunda fila de la parrilla de salida, justo delante de la Honda del Strakka Racing. Starworks Motorsport continuó su racha de cuatro poles consecutivas en la categoría LMP2, con una vuelta de 1:32.367 marcada por Stéphane Sarrazin con la Honda del equipo, con el ADR-Delta Oreca-Nissan segundo en la categoría.
En LMGTE Pro, Marc Lieb le dio a Porsche su segunda pole de la temporada con el equipo Felbermayr-Proton, tres décimas de segundo por delante de AF Corse Ferrari de Gianmaria Bruni. La categoría LMGTE Am fue encabezada por Jean-Philippe Belloc, quien le dio a Larbre Compétition su primera pole del año en el Chevrolet Corvette.
Los ganadores de las poles en cada clase están marcados en negrita.
| Pos | Class     | Team                           | Driver               | Lap Time | Grid |
| --- | --------- | ------------------------------ | -------------------- | -------- | ---- |
| 1   | LMP1      | No. 7 Toyota Racing            | Kazuki Nakajima      | 1:27.499 | 1    |
| 2   | LMP1      | No. 1 Audi Sport Team Joest    | Marcel Fässler       | 1:27.639 | 2    |
| 3   | LMP1      | No. 2 Audi Sport Team Joest    | Tom Kristensen       | 1:28.370 | 3    |
| 4   | LMP1      | No. 12 Rebellion Racing        | Neel Jani            | 1:29.871 | 4    |
| 5   | LMP1      | No. 21 Strakka Racing          | Danny Watts          | 1:30.051 | 5    |
| 6   | LMP1      | No. 22 JRM                     | David Brabham        | 1:30.410 | 6    |
| 7   | LMP1      | No. 13 Rebellion Racing        | Andrea Belicchi      | 1:30.682 | 7    |
| 8   | LMP1      | No. 15 OAK Racing              | Bertrand Baguette    | 1:30.912 | 8    |
| 9   | LMP2      | No. 44 Starworks Motorsport    | Stéphane Sarrazin    | 1:32.367 | 9    |
| 10  | LMP2      | No. 25 ADR-Delta               | John Martin          | 1:32.548 | 10   |
| 11  | LMP2      | No. 32 Lotus                   | Vitantonio Liuzzi    | 1:32.738 | 11   |
| 12  | LMP2      | No. 26 Signatech-Nissan        | Nelson Panciatici    | 1:32.960 | 12   |
| 13  | LMP2      | No. 49 Pecom Racing            | Nicolas Minassian    | 1:33.114 | 13   |
| 14  | LMP2      | No. 24 OAK Racing              | Olivier Pla          | 1:33.165 | 14   |
| 15  | LMP2      | No. 23 Signatech-Nissan        | Olivier Lombard      | 1:34.294 | 15   |
| 16  | LMP2      | No. 31 Lotus                   | Thomas Holzer        | 1:35.036 | 16   |
| 17  | LMP2      | No. 29 Gulf Racing Middle East | Fabien Giroix        | 1:35.234 | 17   |
| 18  | LMP2      | No. 41 Greaves Motorsport      | Ricardo González     | 1:35.601 | 18   |
| 19  | LMGTE Pro | No. 77 Team Felbermayr-Proton  | Marc Lieb            | 1:40.289 | 19   |
| 20  | LMGTE Pro | No. 51 AF Corse                | Gianmaria Bruni      | 1:40.598 | 20   |
| 21  | LMGTE Pro | No. 97 Aston Martin Racing     | Stefan Mücke         | 1:40.798 | 24   |
| 22  | LMGTE Pro | No. 71 AF Corse                | Andrea Bertolini     | 1:41.202 | 21   |
| 23  | LMGTE Am  | No. 70 Larbre Compétition      | Jean-Philippe Belloc | 1:41.386 | 22   |
| 24  | LMGTE Am  | No. 57 Krohn Racing            | Michele Rugolo       | 1:41.701 | 23   |
| 25  | LMGTE Am  | No. 88 Team Felbermayr-Proton  | Paolo Ruberti        | 1:41.711 | 25   |
| 26  | LMGTE Am  | No. 50 Larbre Compétition      | Julien Canal         | 1:41.945 | 26   |
| 27  | LMGTE Am  | No. 55 JWA-Avila               | Joël Camathias       | 1:42.910 | 27   |

## Carrera
Resultados por clase
| Pos. general | Pos. clase | Clase     | N.°  | Escudería               | Pilotos                                              | Automóvil                 | Vueltas | Tiempo/Retirado | Campeonato | Campeonato |
| Pos. general | Pos. clase | Clase     | N.°  | Escudería               | Pilotos                                              | Automóvil                 | Vueltas | Tiempo/Retirado | Pos.       | Puntos     |
| LMP1         | LMP1       | LMP1      | LMP1 | LMP1                    | LMP1                                                 | LMP1                      | LMP1    | LMP1            | LMP1       | LMP1       |
| ------------ | ---------- | --------- | ---- | ----------------------- | ---------------------------------------------------- | ------------------------- | ------- | --------------- | ---------- | ---------- |
| 1            | 1          | LMP1      | 7    | Toyota Racing           | Alexander Wurz Nicolas Lapierre Kazuki Nakajima      | Toyota TS030 Hybrid       | 233     | 6:00:42.920     | 1          | 25         |
| 2            | 2          | LMP1      | 1    | Audi Sport Team Joest   | Marcel Fässler André Lotterer Benoît Tréluyer        | Audi R18 e-tron quattro   | 233     | +11.223         | 2          | 18         |
| 3            | 3          | LMP1      | 2    | Audi Sport Team Joest   | Tom Kristensen Allan McNish                          | Audi R18 e-tron quattro   | 233     | +1:32.565       | 3          | 15         |
| 4            | 4          | LMP1      | 12   | Rebellion Racing        | Nicolas Prost Neel Jani                              | Lola B12/60 Coupé-Toyota  | 227     | +6 vueltas      | 4          | 12         |
| 5            | 5          | LMP1      | 22   | JRM                     | David Brabham Karun Chandhok Peter Dumbreck          | HPD ARX-03a-Honda         | 226     | +7 vueltas      | 5          | 10         |
| 6            | 6          | LMP1      | 21   | Strakka Racing          | Jonny Kane Danny Watts Nick Leventis                 | HPD ARX-03a-Honda         | 226     | +7 vueltas      | 6          | 8          |
| 7            | 7          | LMP1      | 13   | Rebellion Racing        | Andrea Belicchi Harold Primat                        | Lola B12/60 Coupé-Toyota  | 225     | +8 vueltas      | 7          | 6          |
| 16           | 8          | LMP1      | 15   | OAK Racing              | Bertrand Baguette Dominik Kraihamer Takuma Satō      | OAK Pescarolo-Honda       | 210     | +23 vueltas     | 16         | 0.5        |
| LMP2         |            |           |      |                         |                                                      |                           |         |                 |            |            |
| 8            | 1          | LMP2      | 25   | ADR-Delta               | John Martin Tor Graves Shinji Nakano                 | Oreca 03-Nissan           | 220     | 6:02:10.382     | 8          | 4          |
| 9            | 2          | LMP2      | 44   | Starworks Motorsport    | Enzo Potolicchio Ryan Dalziel Stéphane Sarrazin      | HPD ARX-03b-Honda         | 219     | +1 vuelta       | 9          | 2          |
| 10           | 3          | LMP2      | 24   | OAK Racing              | Jacques Nicolet Matthieu Lahaye Olivier Pla          | Morgan-Nissan             | 219     | +1 vuelta       | 10         | 1          |
| 11           | 4          | LMP2      | 49   | PeCom Racing            | Luis Pérez Companc Nicolas Minassian Pierre Kaffer   | Oreca 03-Nissan           | 216     | +4 vueltas      | 11         | 0.5        |
| 12           | 5          | LMP2      | 32   | Lotus                   | Vitantonio Liuzzi James Rossiter Kevin Weeda         | Lola B12/80 Coupé-Lotus   | 216     | +4 vueltas      | 12         | 0.5        |
| 13           | 6          | LMP2      | 29   | Gulf Racing Middle East | Fabien Giroix Keiko Ihara Jean-Denis Délétraz        | Lola B12/80 Coupé-Nissan  | 214     | +6 vueltas      | 13         | 0.5        |
| 14           | 7          | LMP2      | 41   | Greaves Motorsport      | Christian Zugel Ricardo González Elton Julian        | Zytek Z11SN-Nissan        | 212     | +8 vueltas      | 14         | 0.5        |
| 15           | 8          | LMP2      | 23   | Signatech-Nissan        | Franck Mailleux Olivier Lombard Jordan Tresson       | Oreca 03-Nissan           | 211     | +9 vueltas      | 15         | 0.5        |
| Ret          | Ret        | LMP2      | 31   | Lotus                   | Mirco Schultis Thomas Holzer                         | Lola B12/80 Coupé-Lotus   | 139     | Retirado        | Ret        | Ret        |
| EX           | EX         | LMP2      | 26   | Signatech-Nissan        | Nelson Panciatici Pierre Ragues Roman Rusinov        | Oreca 03-Nissan           | 213     | Excluido        | EX         | EX         |
| LMGTE Pro    |            |           |      |                         |                                                      |                           |         |                 |            |            |
| Pos. general | Pos. clase | Clase     | N.°  | Escudería               | Pilotos                                              | Automóvil                 | Vueltas | Tiempo/Retirado | Campeonato | Campeonato |
| Pos. general | Pos. clase | Clase     | N.°  | Escudería               | Pilotos                                              | Automóvil                 | Vueltas | Tiempo/Retirado | Pos.       | Puntos     |
| 17           | 1          | LMGTE Pro | 77   | Team Felbermayr-Proton  | Marc Lieb Richard Lietz                              | Porsche 911 RSR (997)     | 207     | 6:02:08.551     | 17         | 0.5        |
| 18           | 2          | LMGTE Pro | 51   | AF Corse                | Gianmaria Bruni Giancarlo Fisichella                 | Ferrari F458 Italia       | 206     | +1 vuelta       | 18         | 0.5        |
| 19           | 3          | LMGTE Pro | 97   | Aston Martin Racing     | Stefan Mücke Darren Turner                           | Aston Martin Vantage V8   | 206     | +1 vuelta       | 19         | 0.5        |
| 20           | 4          | LMGTE Pro | 71   | AF Corse                | Olivier Beretta Andrea Bertolini                     | Ferrari F458 Italia       | 206     | +1 vuelta       | 20         | 0.5        |
| LMGTE Am     |            |           |      |                         |                                                      |                           |         |                 |            |            |
| 21           | 1          | LMGTE Am  | 50   | Larbre Compétition      | Patrick Bornhauser Julien Canal Pedro Lamy           | Chevrolet Corvette C6-ZR1 | 204     | 6:02:27.349     | 21         | 0.5        |
| 22           | 2          | LMGTE Am  | 57   | Krohn Racing            | Tracy Krohn Niclas Jönsson Michele Rugolo            | Ferrari F458 Italia       | 203     | +1 vuelta       | 22         | 0.5        |
| 23           | 3          | LMGTE Am  | 88   | Team Felbermayr-Proton  | Christian Ried Gianluca Roda Paolo Ruberti           | Porsche 911 RSR (997)     | 202     | +2 vueltas      | 23         | 0.5        |
| 24           | 4          | LMGTE Am  | 70   | Larbre Compétition      | Jean-Philippe Belloc Christophe Bourret Pascal Gibon | Chevrolet Corvette C6-ZR1 | 199     | +5 vueltas      | 24         | 0.5        |
| 25           | 5          | LMGTE Am  | 55   | JWA-Avila               | Joël Camathias Kenji Kobayashi Paul Daniels          | Porsche 911 RSR (997)     | 196     | +8 vueltas      | 25         | 0.5        |

Fuentes: FIA WEC.